# 控制 (2007年電影)
《控制》（英語：Control）是一部2007年的黑白傳記電影，描述後龐克樂團歡樂分隊主唱伊恩·柯蒂斯的後期生活。電影的劇本由麥特·葛林賀（Matt Greenhalgh）撰寫，根據伊恩的遺孀黛波拉·克堤斯（Deborah Curtis）撰寫之《遙遠的觸摸》（Touching from a Distance）改編，黛波拉也同時兼任本片的協同製作人。本片由荷蘭導演安東·寇班（Anton Corbijn）執導。在電影中，克堤斯由原本知名度不高的演員山姆·萊利（Sam Riley）飾演，黛波拉則由珊曼莎·摩頓（Samantha Morton）演出，亚历山德拉·玛丽亚·拉那（Alexandra Maria Lara）則飾演克堤斯外遇對象的安妮克（Annik）。
電影中仔細描寫了這位不斷在生活中掙扎的年輕音樂家。時值1970年代，伊恩·克堤斯和歡樂分隊樂團在英國的龐克搖滾音樂界中創造出了全新類型的曲風。此外電影也呈現出他岌岌可危的婚姻和外遇，以及日漸嚴重的癲癇發作。被病情所困的他最後選擇以自殺結束生命，時間正是在歡樂分隊首次美國巡迴演出之前。電影的片名是取自歡樂分隊的歌曲〈她已失去控制〉（She's Lost Control）。這首歌曲被認為是獻給克堤斯在曼徹斯特就業服務中心的所幫助的一位女子，她在不久後就因癲癇而去世。

## 故事
電影的故事從1973年開始，17歲的伊恩·柯蒂斯（Ian Curtis）住在英格蘭麥克爾斯菲爾德（Macclesfield）的小公寓裡，和他的父親凱文（Kevin）、母親朵蘭（Doreen），以及姊姊卡洛（Carole）住在一起。一開始的一段場景是描述克堤斯化學課教室中做白日夢，而這可能正是失神癲癇發作（petit mal）的症狀之一。而癲癇疾病也大大的影響了他後來的人生。在這段人生期間他遇見了黛比·伍朵芙（Debbie Woodruff），黛比當時正在和克堤斯最好的朋友尼克交往。在克堤斯和黛比兩人分享相同的音樂喜好，而黛比也受到克堤斯的作詩才華吸引，兩人一起去觀看了大卫·鲍伊的演唱會，並發現兩人彼此愛慕對方。伊恩很快的跟黛比求婚，而黛比也答應了。雖然兩人都十分年輕，但他們還是結婚並開始同居。然而，伊恩很快的就對婚姻生活厭倦，黛比在裝飾房子時，伊恩把自己鎖在一個房間裡寫詩。
伊恩和黛比參加性手槍（Sex Pistols）在1976年的演唱會，在現場他遇見了柏納·桑拿（Bernard Sumner）、彼得·霍克（Peter Hook）和泰瑞·曼森（Terry Mason）。當時這三人正在批評自己樂團中的主唱，而伊恩則在演唱會結束後試著接近三人的樂團，並建議他可以擔任主唱。樂團隨後成立並取名為「華沙」（Warsaw），他們找來了史堤分·莫里斯（Stephen Morris）擔任鼓手，泰瑞·曼森則成為樂團的經紀人。不久後樂團就在緊張的狀態下結束了首次的演出。
在這段期間，伊恩在麥克爾斯菲爾德擔任公務員，並獲得錄製樂團試聽帶的機會。於是黛比和伊恩付給錄音室租金400英鎊，並將樂團改名為「歡樂分隊」（ Joy Division）。他們將錄好的EP《生活的理想方式》（An Ideal for Living）寄給當地的音樂界重要人物東尼·威爾森（Tony Wilson）。樂團在電視上看到東尼只是隨便的介紹一下他們的專輯，也沒有播出任何歌曲，這讓樂團感到非常失望和生氣。歡樂分隊於是參加了在酒吧舉行的樂團競賽，並在表演中讓所有人都留下深刻印象，包括威爾森和DJ羅伯·葛瑞登（Rob Gretton），葛瑞登便自願成為樂團的新經紀人。
之後東尼·威爾森同意樂團可以在他的電視節目中表演。樂團在節目中表演了「Transmission」這首歌曲，而伊恩的家人則在電視機前面觀賞。這場表演讓東尼決定和樂團簽下合約，東尼甚至不惜用自己的鮮血簽約。
樂團開始巡迴演出，而伊恩也對懷孕的妻子非常冷淡。伊恩同時也保留了自己在就業服務中心（Employment Exchange）的公務員工作。在他與求職者的訪談中，一個女孩突然癲癇發作，這樣的經歷讓伊恩寫下〈她失去了控制〉（She's Lost Control）這首歌曲。本片的英文片名「Control」就是來自這首歌曲。在不久之後，伊恩在表演中癲癇發作並被送到醫院，直到這時他才知道他也患有癲癇症。伊恩試著連絡在就業服務中心裡癲癇發作的女孩，卻得知她已經死亡。在那個時代，癲癇症的治療是依靠嘗試各種藥物並從錯誤中學習正確的方式，而這些藥物讓伊恩開始神志不清和情緒低落。醫生建議伊恩不可熬夜，並要遠酒精（這兩點他都沒有做到）。在藥物的副作用和熬夜的影響下，伊恩在工作時變得非常疲累。在與就業服務中心的主管談過之後，伊恩決定辭去公務員工作，開始全心投入音樂事業，雖然收入可能因此變得不穩定。在此時，黛比生下了兩人的女兒娜塔莉，黛比還必須到餐廳打工以彌補伊恩辭去工作後短少的收入。
歡樂分隊隨後前往倫敦演出，在那裡他們遇到了希望訪問樂團的比利時記者安妮克·荷諾（Annik Honoré）。之後其他的團員全部睡著在沙發上，只留下安妮克和伊恩兩人對談，伊恩承認自己一直試著要離開居住的小鎮，並且表示他的婚姻是一個錯誤。接著樂團前往法國巡迴表演，伊恩和安妮克開始有了外遇。黛比在此時還不知道外遇的事情，但在伊恩承認他不確定是否還愛她之後，她開始產生懷疑。就在伊恩拍攝〈愛讓我們分離〉（Love Will Tear Us Apart）的音樂錄影帶時，黛比在家中尋找伊恩外遇的證據。她在一本書中發現安妮克的電話號碼，決定撥打電話給她。伊恩在黛比面前發誓會結束外遇關係，但實際上他並沒有這麼做（只有打電話給黛比說他已經結束外遇了）。此時經紀人羅伯告訴樂團他們獲得前往美國巡迴演出的機會。
在表演中伊恩的癲癇又再次發作。他被抬下舞台，安妮克開始照顧他。由於來自家庭、外遇、樂團和癲癇症的壓力，伊恩服用過量藥物導致昏倒在自己的屋子裡。在昏倒之前他正在寫信給黛比，向她述說自己愛上了安妮克。伊恩之後被送到醫院，並在數天後出院，但身體仍然十分虛弱。接著在歡樂分隊於「德比大廳」（Derby Hall）的現場演出中，伊恩感到十分的不舒服，並離開了舞台。羅伯·葛瑞登找來暖場樂團酥脆救護車（Crispy Ambulance）的艾倫·漢普賽爾（Alan Hempsall）臨時上台代替。漢普賽爾答應了，但他的登台演出卻引起觀眾暴動。暴動後伊恩向東尼表示他覺得所有的人都討厭他，這一切全都是他的錯。
在離開了老家後，伊恩被迫在許多不同的人的家中居住。一開始他和安妮克一起住在羅伯家中。羅伯告訴黛比伊恩正在他家，黛比請羅伯轉告伊恩她要求離婚。伊恩之後又住在柏納家中，柏納則試著催眠伊恩，希望能藉此幫他釐清思緒。最後他回到老家，並同意在美國巡演之前會一直待在家裡。
美國巡演的兩天前的晚上，伊恩決定回家並和黛比談談。在黛比回來之前，他在電視上觀看了電影《Stroszek》。他要求黛比重新接受他，並認為他和安妮克的外遇關係只是無關的小事。黛比回絕後伊恩命令她離開這間房子，等她隔天再回來的時候就會發現伊恩已經「離開」。於是伊恩一個人被留在家中，他喝了大量的威士忌，並播放伊吉·帕普（Iggy Pop）的《大白癡》（The Idiot）專輯，同時他也開始寫信給黛比。就在伊恩將信件放在壁爐台上時，他的癲癇症又再次發作，接著他昏倒後失去意識。隔天早上伊恩從昏迷中醒來，但卻感到十分悲傷。他接著走向廚房，在那裡他看見黛比使用的曬衣繩架。在感到失落、寂寞的情況下，再加上可能是酒醉的關係，他決定結束一切，上吊自殺。
當天稍晚黛比返家，當她走進家門後，發現了伊恩的屍體懸掛在廚房（電影中並沒有實際拍出這個場景），她歇斯底里的衝出房子，抱著女兒娜塔莉在街上哭喊「誰來幫幫我」。接著在歡樂分隊的歌曲〈Atmosphere〉的音樂聲中，樂團剩餘的成員和羅伯·葛瑞登安靜的坐在酒吧裡，東尼·威爾森和妻子琳賽（Lindsay）在車站迎接趕來的安妮克，並安慰她。在教堂鐘聲的伴隨下，一道濃濃的黑煙從火葬場的煙囪中散出。最後的字幕寫著「伊恩·克堤斯逝世於1980年5月18日，在他23歲那年。」

## 反响
本片於2007年5月17日於坎城影展首映，並受到影評人許多的好評，特別是針對演員山姆·萊利的表現。
本片也贏得了許多獎項，包括「導演雙週」（Director's Fortnight）、「歐洲藝術獎」（CICAE）的最佳影片獎、「年輕視野」（Regards Jeunes）的最佳新銳導演獎，以及「歐陸電影標籤」（Europa Cinemas Label）的最佳歐洲電影獎。。
此外，本片在英國獨立電影獎中獲得五項大獎，包括「最佳英國獨立電影」、「最佳英國獨立電影導演」和「最佳新進演員」。。
本片也在2007年的標準晚報英國電影獎中贏得最佳電影獎。在2008年，編劇麥特·葛林賀贏得英國影視藝術學院的卡爾弗曼獎（Carl Foreman），以表揚導演、編劇和製作人在他們首次拍攝的長篇電影中的優秀表現。

## 外部連結
- Controlthemovie.com - 官方網站 （页面存档备份，存于）
- 加拿大的官方網站
- 互联网电影数据库（IMDb）上《控制》的资料（英文）
- 爛番茄上《控制》的資料（英文）
- IONCINEMA.com 上導演安東的專訪 （页面存档备份，存于）
- 電影的非官方網站 （页面存档备份，存于） - 包含官方和非官方的電影資料和照片